# Chateau Marmont Hotel

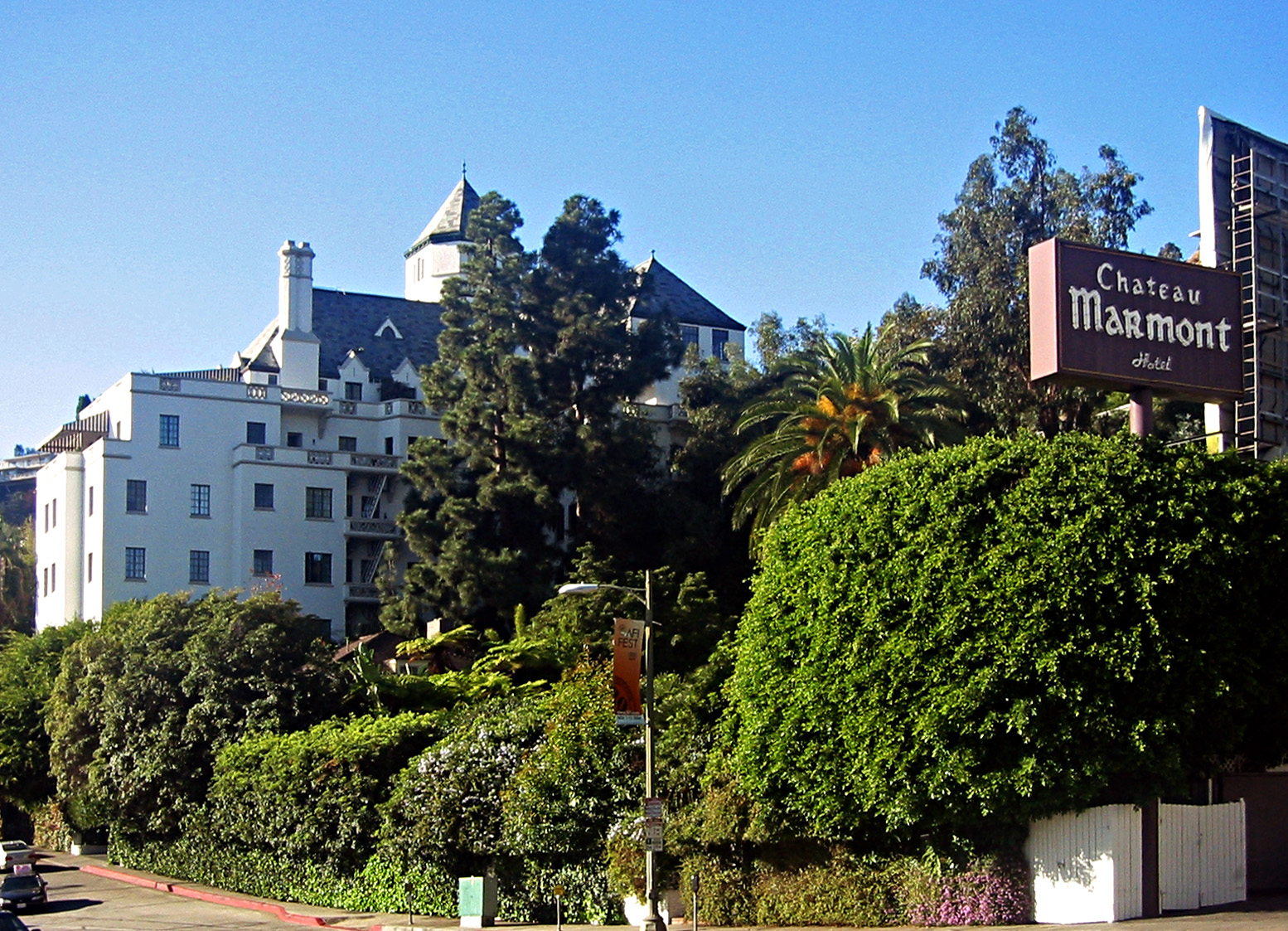
Chateau Marmont Hotel 2006.

Chateau Marmont Hotel är ett anrikt hotell på adressen 8221 Sunset Boulevard i Los Angeles, Kalifornien, USA.
Hotellet är populärt bland stjärnor inom film-, musik- och den övriga nöjesbranschen. Bland annat har Keanu Reeves bott här under långa perioder. Andra kända personer som varit gäster är, bland andra, Hunter S. Thompson, Annie Leibovitz, Dorothy Parker, F. Scott Fitzgerald och Tim Burton.
Det var på Chateau Marmont Hotel som komikern John Belushi avled av en överdos bestående av bland annat kokain i ett av rummen den 5 mars 1982. Även fotografen Helmut Newton avled vid hotellet när han den 23 januari 2004 kraschade med sin bil mot en mur längs uppfarten från Sunset Boulevard.
Filmen Somewhere, regisserad av Sofia Coppola, spelades in här 2010.